# Женска фудбалска репрезентација Бахама
Женска фудбалска репрезентација Бахама (енгл. Bahamas women's national football team), је национална женска фудбалска репрезентација Бахама и надгледа је Фудбалски савез Бахама. Одиграла је укупно осам мечева и седам изгубила и једну победила. Никада се није квалификовала за Светско првенство или било који други турнир.

## Такмичарски рекорд

### ФИФА Светско првенство за жене
| Светско првенство у фудбалу за жене резултати | Светско првенство у фудбалу за жене резултати | Светско првенство у фудбалу за жене резултати | Светско првенство у фудбалу за жене резултати | Светско првенство у фудбалу за жене резултати | Светско првенство у фудбалу за жене резултати | Светско првенство у фудбалу за жене резултати | Светско првенство у фудбалу за жене резултати | Светско првенство у фудбалу за жене резултати |
| Година                                        | Резултат                                      | Ута                                           | Поб                                           | Нер*                                          | Изг                                           | ГД                                            | ГП                                            |                                               |
| --------------------------------------------- | --------------------------------------------- | --------------------------------------------- | --------------------------------------------- | --------------------------------------------- | --------------------------------------------- | --------------------------------------------- | --------------------------------------------- | --------------------------------------------- |
| 1991. to 1999.                                | Нису постојале                                | Нису постојале                                | Нису постојале                                | Нису постојале                                | Нису постојале                                | Нису постојале                                | Нису постојале                                |                                               |
| 2003.                                         | Нису се квалификовале                         | Нису се квалификовале                         | Нису се квалификовале                         | Нису се квалификовале                         | Нису се квалификовале                         | Нису се квалификовале                         | Нису се квалификовале                         |                                               |
| 2007.                                         | Нису учествовале                              | Нису учествовале                              | Нису учествовале                              | Нису учествовале                              | Нису учествовале                              | Нису учествовале                              | Нису учествовале                              |                                               |
| 2011.                                         | Нису учествовале                              | Нису учествовале                              | Нису учествовале                              | Нису учествовале                              | Нису учествовале                              | Нису учествовале                              | Нису учествовале                              |                                               |
| 2015.                                         | Нису учествовале                              | Нису учествовале                              | Нису учествовале                              | Нису учествовале                              | Нису учествовале                              | Нису учествовале                              | Нису учествовале                              |                                               |
| 2019.                                         | Нису учествовале                              | Нису учествовале                              | Нису учествовале                              | Нису учествовале                              | Нису учествовале                              | Нису учествовале                              | Нису учествовале                              |                                               |
| 2023.                                         | Нису учествовале                              | Нису учествовале                              | Нису учествовале                              | Нису учествовале                              | Нису учествовале                              | Нису учествовале                              | Нису учествовале                              |                                               |
| Укупно                                        | –                                             | –                                             | –                                             | –                                             | –                                             | –                                             | –                                             |                                               |

*Означава нерешене утакмице укључујући нокаут мечеве одлучене извођењем једанаестераца.

### Олимпијске игре
| Олимпијске игре резултати | Олимпијске игре резултати | Олимпијске игре резултати | Олимпијске игре резултати | Олимпијске игре резултати | Олимпијске игре резултати | Олимпијске игре резултати | Олимпијске игре резултати | Олимпијске игре резултати |                  | Светско првенство у фудбалу за жене резултати | Светско првенство у фудбалу за жене резултати | Светско првенство у фудбалу за жене резултати | Светско првенство у фудбалу за жене резултати | Светско првенство у фудбалу за жене резултати | Светско првенство у фудбалу за жене резултати |
| Година                    | Коло                      | Поз                       | Ута                       | Поб                       | Нер*                      | Изг                       | ГД                        | ГП                        | Ута              | Поб                                           | Нер*                                          | Изг                                           | ГД                                            | ГП                                            |                                               |
| ------------------------- | ------------------------- | ------------------------- | ------------------------- | ------------------------- | ------------------------- | ------------------------- | ------------------------- | ------------------------- | ---------------- | --------------------------------------------- | --------------------------------------------- | --------------------------------------------- | --------------------------------------------- | --------------------------------------------- | --------------------------------------------- |
| 1996 до 2000              | Нису постојале            | Нису постојале            | Нису постојале            | Нису постојале            | Нису постојале            | Нису постојале            | Нису постојале            | Нису постојале            | Нису постојале   | Нису постојале                                | Нису постојале                                | Нису постојале                                | Нису постојале                                | Нису постојале                                |                                               |
| 2004                      | Није учествовала          | Није учествовала          | Није учествовала          | Није учествовала          | Није учествовала          | Није учествовала          | Није учествовала          | Није учествовала          | Није учествовала | Није учествовала                              | Није учествовала                              | Није учествовала                              | Није учествовала                              | Није учествовала                              |                                               |
| 2008                      | Није учествовала          | Није учествовала          | Није учествовала          | Није учествовала          | Није учествовала          | Није учествовала          | Није учествовала          | Није учествовала          | Није учествовала | Није учествовала                              | Није учествовала                              | Није учествовала                              | Није учествовала                              | Није учествовала                              |                                               |
| 2012                      | Није учествовала          | Није учествовала          | Није учествовала          | Није учествовала          | Није учествовала          | Није учествовала          | Није учествовала          | Није учествовала          | Није учествовала | Није учествовала                              | Није учествовала                              | Није учествовала                              | Није учествовала                              | Није учествовала                              |                                               |
| 2016                      | Није учествовала          | Није учествовала          | Није учествовала          | Није учествовала          | Није учествовала          | Није учествовала          | Није учествовала          | Није учествовала          | Није учествовала | Није учествовала                              | Није учествовала                              | Није учествовала                              | Није учествовала                              | Није учествовала                              |                                               |
| 2020                      | Није учествовала          | Није учествовала          | Није учествовала          | Није учествовала          | Није учествовала          | Није учествовала          | Није учествовала          | Није учествовала          | Није учествовала | Није учествовала                              | Није учествовала                              | Није учествовала                              | Није учествовала                              | Није учествовала                              |                                               |
| 2024                      | Није учествовала          | Није учествовала          | Није учествовала          | Није учествовала          | Није учествовала          | Није учествовала          | Није учествовала          | Није учествовала          | Није учествовала | Није учествовала                              | Није учествовала                              | Није учествовала                              | Није учествовала                              | Није учествовала                              |                                               |
| Укупно                    | –                         | –                         | –                         | –                         | –                         | –                         | –                         | –                         | –                | –                                             | –                                             | –                                             | –                                             | –                                             |                                               |

*Означава нерешене утакмице укључујући нокаут мечеве одлучене извођењем једанаестераца.

### Конкакафов шампионат за жене
| Конкакафов шампионат у фудбалу за жене резултати | Конкакафов шампионат у фудбалу за жене резултати | Конкакафов шампионат у фудбалу за жене резултати | Конкакафов шампионат у фудбалу за жене резултати | Конкакафов шампионат у фудбалу за жене резултати | Конкакафов шампионат у фудбалу за жене резултати | Конкакафов шампионат у фудбалу за жене резултати | Конкакафов шампионат у фудбалу за жене резултати |                  | Квалификациони резултати | Квалификациони резултати | Квалификациони резултати | Квалификациони резултати | Квалификациони резултати | Квалификациони резултати |
| Година                                           | Коло                                             | Поз                                              | Ута                                              | Поб                                              | Нер*                                             | Изг                                              | ГД                                               | ГП               | Ута                      | Поб                      | Нер*                     | Изг                      | ГД                       | ГП                       |
| 1991                                             | Нису учествовале                                 | Нису учествовале                                 | Нису учествовале                                 | Нису учествовале                                 | Нису учествовале                                 | Нису учествовале                                 | Нису учествовале                                 | Нису учествовале | Нису учествовале         | Нису учествовале         | Нису учествовале         | Нису учествовале         | Нису учествовале         |                          |
| 1993                                             | Нису учествовале                                 | Нису учествовале                                 | Нису учествовале                                 | Нису учествовале                                 | Нису учествовале                                 | Нису учествовале                                 | Нису учествовале                                 | Нису учествовале | Нису учествовале         | Нису учествовале         | Нису учествовале         | Нису учествовале         | Нису учествовале         |                          |
| 1994                                             | Нису учествовале                                 | Нису учествовале                                 | Нису учествовале                                 | Нису учествовале                                 | Нису учествовале                                 | Нису учествовале                                 | Нису учествовале                                 | Нису учествовале | Нису учествовале         | Нису учествовале         | Нису учествовале         | Нису учествовале         | Нису учествовале         |                          |
| 1998                                             | Нису учествовале                                 | Нису учествовале                                 | Нису учествовале                                 | Нису учествовале                                 | Нису учествовале                                 | Нису учествовале                                 | Нису учествовале                                 | Нису учествовале | Нису учествовале         | Нису учествовале         | Нису учествовале         | Нису учествовале         | Нису учествовале         |                          |
| 2000                                             | Нису учествовале                                 | Нису учествовале                                 | Нису учествовале                                 | Нису учествовале                                 | Нису учествовале                                 | Нису учествовале                                 | Нису учествовале                                 | Нису учествовале | Нису учествовале         | Нису учествовале         | Нису учествовале         | Нису учествовале         | Нису учествовале         |                          |
| 2002                                             | Нису се квалификовале                            | Нису се квалификовале                            | Нису се квалификовале                            | Нису се квалификовале                            | Нису се квалификовале                            | Нису се квалификовале                            | Нису се квалификовале                            | 3                | 0                        | 0                        | 3                        | 1                        | 19                       |                          |
| 2006                                             | Нису учествовале                                 | Нису учествовале                                 | Нису учествовале                                 | Нису учествовале                                 | Нису учествовале                                 | Нису учествовале                                 | Нису учествовале                                 | Нису учествовале | Нису учествовале         | Нису учествовале         | Нису учествовале         | Нису учествовале         | Нису учествовале         |                          |
| 2010                                             | Нису учествовале                                 | Нису учествовале                                 | Нису учествовале                                 | Нису учествовале                                 | Нису учествовале                                 | Нису учествовале                                 | Нису учествовале                                 | Нису учествовале | Нису учествовале         | Нису учествовале         | Нису учествовале         | Нису учествовале         | Нису учествовале         |                          |
| 2014                                             | Нису учествовале                                 | Нису учествовале                                 | Нису учествовале                                 | Нису учествовале                                 | Нису учествовале                                 | Нису учествовале                                 | Нису учествовале                                 | Куп Кариба 2014. | Куп Кариба 2014.         | Куп Кариба 2014.         | Куп Кариба 2014.         | Куп Кариба 2014.         | Куп Кариба 2014.         |                          |
| 2018                                             | Нису учествовале                                 | Нису учествовале                                 | Нису учествовале                                 | Нису учествовале                                 | Нису учествовале                                 | Нису учествовале                                 | Нису учествовале                                 | Нису учествовале | Нису учествовале         | Нису учествовале         | Нису учествовале         | Нису учествовале         | Нису учествовале         |                          |
| 2022                                             | Нису учествовале                                 | Нису учествовале                                 | Нису учествовале                                 | Нису учествовале                                 | Нису учествовале                                 | Нису учествовале                                 | Нису учествовале                                 | Нису учествовале | Нису учествовале         | Нису учествовале         | Нису учествовале         | Нису учествовале         | Нису учествовале         |                          |
| Укупно                                           | –                                                | –                                                | –                                                | –                                                | –                                                | –                                                | –                                                | 3                | 0                        | 0                        | 3                        | 1                        | 19                       |                          |

*Означава нерешене утакмице укључујући нокаут мечеве одлучене извођењем једанаестераца.

### Куп Кариба у фудбалу за жене
| Куп Кариба у фудбалу за жене резултати | Куп Кариба у фудбалу за жене резултати | Куп Кариба у фудбалу за жене резултати | Куп Кариба у фудбалу за жене резултати | Куп Кариба у фудбалу за жене резултати | Куп Кариба у фудбалу за жене резултати | Куп Кариба у фудбалу за жене резултати | Куп Кариба у фудбалу за жене резултати |
| Година                                 | Рез                                    | Ута                                    | Поб                                    | Нер*                                   | изг                                    | ГД                                     | ГП                                     |
| -------------------------------------- | -------------------------------------- | -------------------------------------- | -------------------------------------- | -------------------------------------- | -------------------------------------- | -------------------------------------- | -------------------------------------- |
| 2000                                   | Прелиминарно коло                      | 2                                      | 0                                      | 0                                      | 2                                      | 0                                      | 9                                      |
| 2014                                   | Нису учествовале                       | Нису учествовале                       | Нису учествовале                       | Нису учествовале                       | Нису учествовале                       | Нису учествовале                       | Нису учествовале                       |
| Укупно                                 | Прво коло                              | 2                                      | 0                                      | 0                                      | 2                                      | 0                                      | 9                                      |

*Означава нерешене утакмице укључујући нокаут мечеве одлучене извођењем једанаестераца.